# Droga wojewódzka 833
Die Droga wojewódzka 833 (DW833) ist eine 29,7 Kilometer lange Droga wojewódzka (Woiwodschaftsstraße) in der Woiwodschaft Lublin in Polen. Die Strecke in den Powiaten Kraśnicki und Opolski verbindet die Landesstraße DK19 mit einer weiteren Woiwodschaftsstraße.
Die DW833 verläuft in nordwestlicher Richtung von Kraśnik nach Wierzbica. Von dort führt sie weiter nach Norden. Vor Chodel biegt sie nach Westen und mündet in die DW747 ein.

## Streckenverlauf
Woiwodschaft Lublin, Powiat Kraśnicki
-  östlich von Kraśnik (DK19)
-  Kraśnik
-  Urzędów Brücke über die Urzędówką
-  Wierzbica

Woiwodschaft Lublin, Powiat Opolski
-  Chodel
-  Przytyki (DW747)